# Hey Mercedes
Hey Mercedes byla americká rocková kapela zformovaná v letech 1999/2000, kdy si krátce po odchodu kytaristy Chrise Broache z kapely Braid a jejím následném rozpadu zbylí členové původní sestavy – kytarista a zpěvák Bob Nanna, bubeník Damon Atkinson a basák Todd Bell – našli náhradu v podobě Marka Dawurska z Alligator Gun. Již v následujícím roce vydali první singl.
Skupina Hey Mercedes byla aktivní v letech 1999–2005, 2007, 2016–2017.

## Diskografie

### Alba
- Everynight Fire Works (2001)
- Loses Control (2003)

### Singly
- Hey Mercedes (2000)
- The Weekend (2002)
- Split 7" with Favez (2003)
- Unorchestrated (2005)